# Łukasz Cieślewicz
Łukasz Cieślewicz (født 15. november 1987 i Gniezno) er en polsk fodboldspiller, der spiller som angrebsspiller for B36 Tórshavn i Færøernes førstedivision i fodbold. Før det spillede han med de danske klubber Brøndby og Hvidovre. Cieślewicz har vundet Færøernes førstedivision tre gange og er to gange valgt til divisionens bedste spiller, i 2011 og 2015.

## Hæder

### Klub
B36 Tórshavn
- Færøernes førstedivision i fodbold: 2011, 2014, 2015

### Individuel
- Færøerne Årets bedste spiller: 2011, 2015